# Wassersäule (Hydrologie)

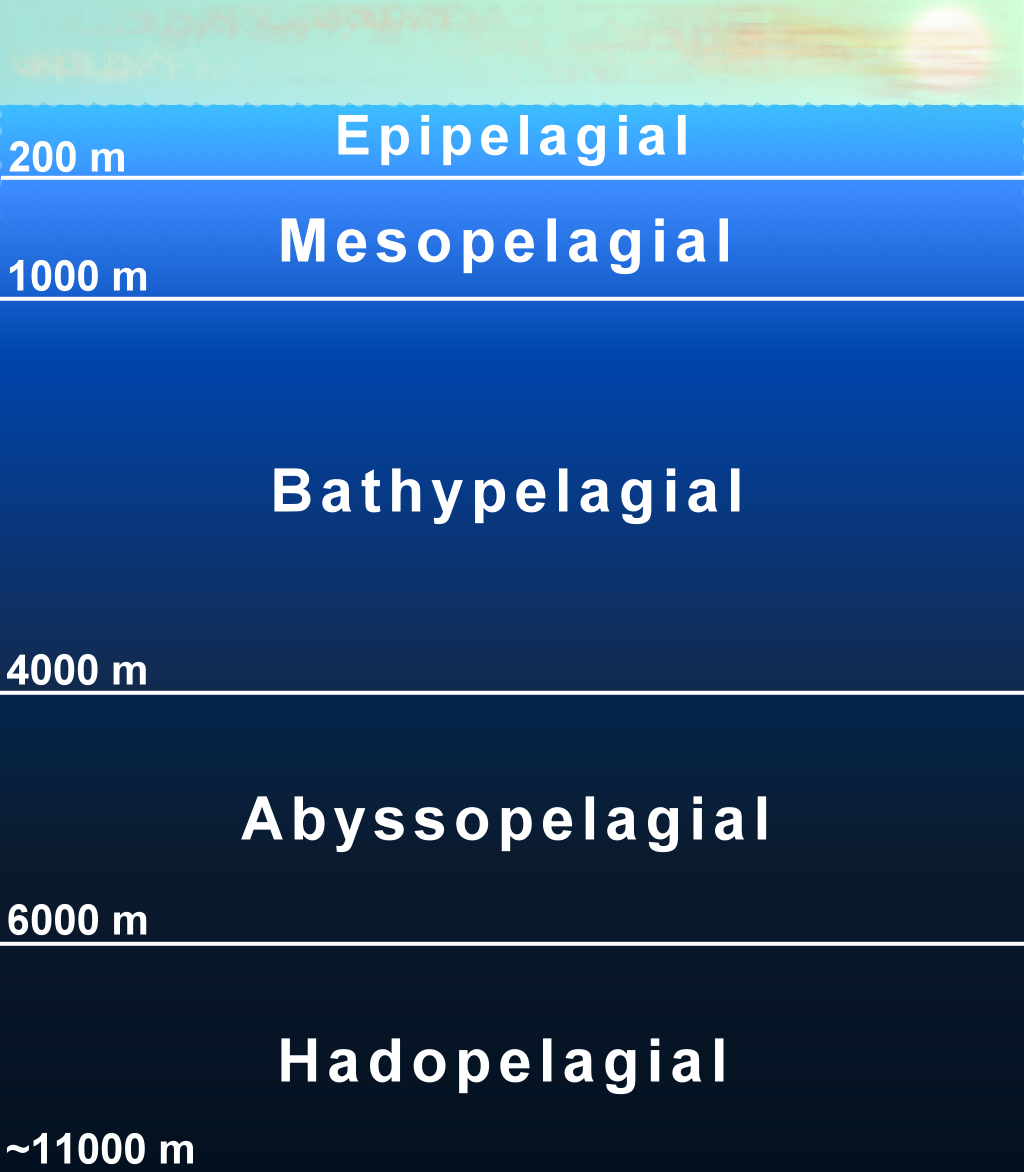
Graphische, nicht maßstabgerechte Darstellung einer Wassersäule eines Ozeans

Als Wassersäule wird – vorrangig für beispielhafte oder modellhafte Darstellungen – ein abgegrenzter Wasserkörper von der Oberfläche eines Gewässers bis zu den Bodensedimenten bezeichnet. Mit beschreibenden und veranschaulichenden Methoden werden die physikalischen, chemischen und biologischen Zustände und Vorgänge in diesem Wasserkörper gekennzeichnet. Auf direkte Weise wird eine tatsächliche Wassersäule dargestellt, insbesondere mit ihrem Übergang in der Sedimentzone, z. B. für die Wechselwirkungen in Flussauen.
Bei der beschreibenden Darstellung einer Wassersäule, beispielsweise in Bächen, Flüssen, Seen oder im Meer, werden physikalische Kennwerte, wie Temperatur, Trübung, Dichte und Salzgehalt, chemische Kennwerte, wie pH-Wert, Nährstoff- und Schadstoffgehalte sowie biologische Kennwerte, wie Vorkommen von Mikroorganismen und Makroorganismen herangezogen.
Am Wassersäulenmodell werden modellhafte Berechnungen der vertikalen physikalischen Austauschprozesse möglich, in die auch die meteorologischen Einwirkungen an der Wasseroberfläche einbezogen werden können (Wind, Sonneneinstrahlung). Diese Austauschvorgänge und Temperaturveränderungen werden in ihrer Wirkung auf die Mikroorganismen (vor allem Plankton) modellhaft weiterberechnet. Im Abgleich mit Messergebnisse sind realitätsnahe Berechnungsmethoden entwickelt worden, die von diesem zunächst räumlich begrenzten Wasserkörper mittlerweile zu mehrdimensionalen Modellsystemen weiterentwickelt werden konnten.
Die Entwicklung von dreidimensionalen Ökosystemmodellen macht es möglich, Einflüsse nachzubilden und Entwicklungen vorauszuberechnen, u. a. Einflüsse aus Klimaveränderungen. Mit einem derartigen Modell ist beispielsweise die jahreszeitliche Entwicklung einer Zooplankton-Population in der Nordsee realitätsnah nachgebildet worden.